# Conura quadripunctata
Conura quadripunctata är en stekelart som först beskrevs av Fabricius 1804.  Conura quadripunctata ingår i släktet Conura och familjen bredlårsteklar. Inga underarter finns listade i Catalogue of Life.